# Unbound Gravel
Unbound Gravel, bis 2020 unter dem Namen Dirty Kanza bekannt, ist ein jährlich stattfindendes Radrennen auf unbefestigtem Untergrund (Gravelrennen) im ländlichen Lyon County in Kansas in den USA. 

## Beschreibung
Das Rennen gilt als das älteste Rennen dieser Art weltweit und wird mitunter als „inoffizielle Gravel-WM“ bezeichnet. Es gibt sechs Distanzen, welche fast ausschließlich auf Schotterwegen und Pfaden ausgetragen werden. Wichtigste Distanz ist die über 200 Meilen. Die Fahrer nutzen Gravelbikes, Cyclocross-Räder und Mountainbikes.
Das Rennen führt die Fahrer auf einem Rundkurs, startend in der Kleinstadt Emporia über die Flint Hills durch das County. Die schnellsten Fahrer legen die Distanz von 200 Meilen (321,9 Kilometer) innerhalb von 12 Stunden zurück. Die Fahrer müssen im Verlauf eine Reihe von Kontrollpunkten anfahren. Parallel finden auch Rennen für kürzere und längere Distanzen statt (25, 50, 100 und 350 Meilen).

## Geschichte
2004 fand das Dirty Kanza erstmals statt. 36 lokale Fahrer starteten zu dem 200-Meilen-Rundkurs über Schotterwege, die meisten erreichten allerdings nicht das Ziel. In der Anfangszeit schafften in guten Jahren 50 Prozent der Starter, das Rennen abzuschließen. Im Laufe der Zeit und mit der zunehmenden Popularität von Cyclocross und Gravelbikes nahmen immer mehr Fahrer teil und Dirty Kanza wurde US-weit bekannt. Mittlerweile hat die Veranstaltung auch eine wirtschaftliche Bedeutung für die Region.
2017 nahmen 2000 Fahrer an Dirty Kanza teil. 2018 befanden sich unter den Startern so prominente Sportler wie Jens Voigt, Sven Nys und Ted King.
2020 starteten 4000 Fahrer. Um an dem Gravelrennen teilnehmen zu können, muss man mittlerweile an einer Startplatzverlosung teilnehmen.
2023 gewann die Deutsche Carolin Schiff aus Bremen die 200-Meilen-Distanz der Frauenwertung, 2024 mit Rosa Maria Klöser erneut eine deutsche Fahrerin.